# Earth Man
Kirt Niedrigh è un personaggio dei fumetti pubblicati dalla DC Comics. È un supercriminale semi-riformato dell'Universo DC. Creato da Cary Bates e Mike Grell, Niedrigh fu un aiutante della Legione dei Super-Eroi sotto il nome di Absorbance Boy. Dopo essere stato espulso dalla squadra, ricomparve anni dopo come Earth Man e guidando un gruppo di super criminali che si auto nominarono "Justice League of Earth", che aiutò a rinforzare i piani xenofobici che la Terra infine adottò. Comparve per la prima volta in Superboy e la Legione dei Super Eroi n. 218 (luglio 1976), e ricomparve come Earth Man in Action Comics n. 858 (tardo dicembre 2007), nella prima parte della storia "Superman e la Legione dei Super-Eroi".

## Biografia del personaggio

### Absorbance Boy
Da ragazzo, Kirt Niedrigh si applicò per diventare un Legionario. Nominandosi Absorbance Boy, e possedendo l'abilità di assorbire l'energia residua di ogni essere super potente, ottenne lui stesso dei poteri, e fu espulso sulla base che i suoi poteri erano troppo limitati. Nella continuità rinnovata di Nuova Terra, la sua espulsione fu più elaborata, spiegando che mentre i suoi poteri avevano il potere di svilupparsi nel tempo, Saturn Girl analizzò invece la sua mente, dove trovò delle tendenze profondamente antisociali e malvagie che Kirt non era in grado di controllare, e previde la sua trasformazione nello xenofobo criminale che sarebbe diventato da adulto.
Irato per la sua espulsione, Niedrigh trovò il costume di "Zoraz", un finto criminale utilizzato come test finale per i nuovi Legionari. Attaccata la Legione e sconfitta, Niedrigh si rivelò alla squadra, credendo che questo atto gli avrebbe valso l'entrata nella Legione. I Legionari la pensarono altrimenti, e Superboy tentò di confiscargli la tuta: Niedrigh utilizzò la tuta per proiettare i radiazioni di sole rosso, assorbendo così i poteri di Superboy, e quindi sconfiggendo il kryptoniano. Niedrigh fu poi sconfitto dalla recluta della Legione Tyroc, che utilizzò il suo urlo ultrasonico per sopraffare il suo nuovo super udito. Immediatamente dopo, Tyroc fu ammesso nella Legione.

## Earth Man
Niedrigh ricomparve nella storia del 2007/2008 "Superman e la Legione dei Super-Eroi". Ora con il nuovo nome di Earth Man, Affermò di aver scoperto una lastra di cristallo nell'Artico che provava che Superman non era un alieno, ma un umano che ottenne i suoi poteri dalla Madre Terra per proteggere il pianeta dagli invasori alieni. Utilizzando questa informazione, Earth Man fu in grado di sviluppare l'odio e la sfiducia verso gli alieni sulla Terra, e di conseguenza in tutti i Pianeti Uniti tutti gli alieni furono violentemente catturati e deportati. Earth Man radunò un gruppo di Legionari espulsi nativi della Terra, (Tusker, Radiation Roy, Eyeful Ethel, Storm Boy, Golden Boy e Spider Girl) e formò la Justice League of Earth, un gruppo che si propose di supportare gli ideali di Superman. Earth Man catturò così numerosi membri della Legione, assorbendo i loro poteri e utilizzando il Legionario Sun Boy per trasformare molti dei soli della galassia da gialli a rossi.
Disperati, i membri restanti della Legione portarono Superman nel XXX secolo, e insieme presero d'assalto il satellite della JLE. Earth Man in persona si batté con Superman, e fu quasi vicino a sconfiggerlo finché Brainiac 5 non liberò Sun Boy. Con il sole della Terra di nuovo giallo, Superman poté battersi con Earth Man ad armi pari. Il ritorno dei poteri di Superman, in combinazione con gli attacchi indiscriminati di Earth Man, convinsero la popolazione di Metropolis che fu presa in giro. Earth Man continuò la sua battaglia contro Superman finché non giunsero i Legionari liberati, e venne quindi sconfitto dai loro poteri combinati. Earth Man e la sua JLE furono poi deportati sul pianeta prigione di Takron-Galtos.
Si scoprì più avanti che la lastra di cristallo trovata da Earth Man fu piantata nell'Artico da Time Trapper nel tentativo di separare Superman dalla Legione dei Super Eroi.
Earth Man e i membri della JLE comparvero come membri della nuova Legione dei Supercriminali in Crisi finale: la Legione dei 3 mondi. Affermò che la loro alleanza era solo temporanea, finché i criminali intendevano portare a termine la stessa missione: la morte della Legione.
Dopo la sconfitta di questa nuova squadra, Earth Man fu nuovamente imprigionato, finché il governo della Terra, desideroso di placare i suoi sostenitori pro-umani, costrinse la Legione ad offrirgli un posto come nuovo membro in cambio del permesso alla Legione di restare sulla Terra. Mentre rimuginavano sulla proposta, tuttavia, ad Earth Man fu offerto un anello del potere da Dyogene, una creatura del pianeta Oa. Earth Man accettò l'offerta della Legione, ma utilizzò segretamente il suo anello per disattivare la sicura che Brainiac 5 inserì nel proprio anello di volo, per mantenere il suo potere sempre sotto controllo. Nonostante questa fiducia tradita, agì in favore della Legione durante una rivolta anti-alieni. Dopo di ciò, tornati nel quartier generale, chiese all'anello come questo funzionava, e l'anello gli fornì una batteria per la ricarica e gli insegnò il giuramento. Quindi, rivelò l'anello alla Legione, e fu portato da questo sul pianeta Xerifos, i cui abitanti necessitavano di aiuto. Arrivato, Earth Man fu attaccato dai nativi del pianeta che l'anello non permise di contrattaccare, in quanto esseri senzienti. Fu salvato da Sun Boy (sotto costrizione), e dopo aver saputo dall'anello che l'atmosfera del pianeta andava alterata, assorbì una parte dei poteri di Element Lad e si unì a lui per questa missione. Così, Earth Man scaricò l'anello dichiarando che non sarebbe stato più guidato da esso, e ritornò sulla Terra con la Legione. A questo punto giunse Dyogene per riprendersi l'anello.
Tornato sulla Terra, Earth Man fu avvicinato dai suoi ex colleghi, che lo volevano con loro per attaccare dei rifugiati Titaniani. Egli non solo rifiutò, ma aiutò la Legione a sconfiggere l'armata xenofoba, e dopo aver guidato la Legione al proprio quartier generale, li catturò. Quella stessa notte, Phantom Girl lo trovò nel letto insieme a Shadow Lass.
Qualche tempo più tardi, Earth Man scoprì che Brainiac 5 aveva alterato il suo anello di volo per incrementare il suo senso di moralità. Portando a Brainy l'anello in schegge, Earth Man dichiarò che sarebbe rimasto con la squadra e che avrebbe continuato ad aiutare gli alieni nonostante il suo disgusto nei loro confronti.
Quando la Legione affrontò un antico essere noto come Portatore di Caos, Earth Man assorbì sia i poteri dei Legionari che dello stesso nemico. Uccise la creatura, ma nello scontro morì anche lui. Shadow Lass portò il suo corpo sulla Terra affermando che era un vero campione.

## Poteri e abilità
Niedrigh possiede l'abilità di assorbire l'energia residua degli esseri super potenti, e utilizzò questi poteri come suoi. Non sembra esserci limite alla quantità di persone da cui può assorbire i poteri in una volta sola, ma si sa che l'assorbimento dura solo dodici ore.